# Del bombillo soy
Del bombillo soy es un cántico de la barra brava La Boca del Pozo del equipo de futbol Club Sport Emelec, La canción ha sido mencionada en libros y tesis universitarios, como parte de la identidad de la hinchada Emelecista.
La canción fue musicalizada e interpretada por la Banda de la Boca del Pozo en su primera producción discográfica.

## Letra
Del bombillo soy y eres la alegría de mi corazón
Eres la vida, eres la pasión
Daria la vida por verte campeón
A mi no me interesa en que cancha jugues
Local o visitante yo te vengo a ver 
Ni la muerte nos va a separar 
Desde el cielo te voy a alentar.